# Стеван Бинички
Стеван Бинички (Мушалук, Госпић, 20. децембар 1840 — Београд, 28. април 1903) официр аустријске и касније српске војске.
Стеван Бинички, рођен је у Лици, у месту Мали Мушалук 1840. године. Школовао за инжињеријског граничарског техничара -официра у Италији и у Аустрији. У аустријској војсци се истиче 1866. године током битке код Кенигреца, у аустријско-пруском рату. Као аустријски официр у оставци, на позив кнеза Михајла прелази у Србију, да настави каријеру. Учестовао је успешно у више поверљивих мисија, које му је поверио кнез Михајло.
Положивши заклетву за српског поданика, 16. априла 1868, примио је српско држављанство. Као инжењеријски поручник ступа у српску војску, где је постављен за командира III понтонске чете у Јасици (код Крушевца). Ту му се, у браку са Маријом бароницом фон Рехинген, 27. јула 1872. године рађа син Станислав. У Јасици и Ђунису остао је до 1874, а онда је унапређен у чин капетана II класе и 1875. године постављен је у Ћуприји за команданта понтонирског батаљона.
У I српско-турском рату 1876/77, командујући крушевачким одредом посебно се истакао у борбама у Јанковој клисури, када је протерао Турке према Блацу и Куршумлији, па је 9. августа био унапређен у чин капетана I класе, а 10. септембра у чин мајора. Био је тешко рањен у боју на Адровцу, где је уз помоћ пуковника Рајевског одбија напад надмоћних турских снага. Током боја на Кревету извршеним противнападом преотима од Турака одсек Гребун-Рујник. Инжењер мајор постао је 10. септембра, а инжењер потпуковник 10. октобра 1876.
У II српско-турском рату био је командант ибарске дивизије (крушевачке бригаде I и II класе и чачанске бригаде II класе). Формирао је куршумлијски одред, ослободио Прокупље и Куршумлију 25. децембра. Године 1883. добија унапређење у инжењера пуковника, а 1884. постављен је за ађутанта краља Милана. Сва три официрска чина добио је у рату, на бојном пољу, напредујући од капетана до пуковника. У борбама је задобио две ране, од којих је она друга задобијена у страшној бици код Великог Шиљеговца могла бити фатална.
У српско-бугарском рату 1885. био је командант шумадијске дивизије, па моравске и командант инжењеријског арсенала у Ћуприји. Пензионисан је 1891. године као пуковник, али је 1895. реактивиран и постављен за директора фабрике монопола дувана. Коначно је пензионисан 1900. Умро је у Београду 1903. и ту је и сахрањен.